# Muang Xaibouli
Muang Xaibouli är ett distrikt i Laos.   Det ligger i provinsen Savannakhet, i den centrala delen av landet, 270 km öster om huvudstaden Vientiane.